# Трг Бранка Радичевића (Земун)
| Трг · БРАНКА РАДИЧЕВИЋА | Трг · БРАНКА РАДИЧЕВИЋА                |
| ----------------------- | -------------------------------------- |
|                         |                                        |
| Општина                 | Земун                                  |
| Почетак                 | Главна ул. Цетињска ул. Караматина ул. |
| Крај                    | Цара Душана Добановачка                |
| Дужина                  | 338 m                                  |
| Ширина                  | 56 m                                   |
| Названа                 | 1945.                                  |
| Стари називи            | Мухар                                  |
|                         |                                        |
|                         |                                        |
| Трг Бранка Радичевића   |                                        |

Трг Бранка Радичевића је градски трг који се налази у Земуну. Стешњен између два насеља Гардош и Ћуковац (Земун) који се налазе на истоименим земунским узвишицама.

## Опис
На крају Главне улице у Земуну тамо где се налази раскрсница са улицама Караматина и Цетињска почиње Трг Бранка Радичевића. Трг настаје тако што се две улице, улице Цара Душана и Добановачка уливају у Главну улицу. На њиховом споју постоји мали сквер (травњак) који представља центар овог сквера. Са гардошке стране постоје степениште које овај трг повезују са Гробљанском улицом и Земунским гробљем. Веза са узвишицом Ћуковцем остварена је преко Цетињске улице.
Трг носи име великог српског романтичарског песника Бранка Радичевића из 19. века (1824-1853), који је једно време у свом кратком животу живео у Земуну на том тргу. Стари назив трга је био Мухар, који је добио по Ивану Мухару (1867-1966), једном од најпознатијих земунских трговаца у периоду пре Другог светског рата. Почео је као приправник, а касније је отворио и своју продавницу на тргу и, како је пословање расло, касније је изградио и вилу (кућа Ивана Мухара), која данас спада у једну од главних знаменитости Земуна. На Бранковом тргу је до 1937. стајала Кућа Кузмановића.
Тргом пролазе следеће аутобуске линије ГСП Београд: 17 (Коњарник – Земун Горњи Град), 45 (Нови Београд Блок 44 – Земун Нови Град), 73 (Нови Београд Блок 45 – Батајница), 83 (Црвени крст – Земун /Бачка/), 84 (Зелени Венац – Нова Галеника), 704 (Зелени Венац – Земун поље), 706 (Зелени Венац – Батајница) и 707 (Зелени Венац – Мала пруга – Земун поље).

## Галерија
- Биста Бранка Радичевића
- Крак ка Добановачкој
- Крак ка Цара Душана
- Крак ка Главној улици
- Степениште од Трга до Гробљанске
- Бензинска станица на тргу